# John Lagerwey
John Lagerwey (* 1946 in Grand Rapids, Michigan) ist ein Sinologe und Religionshistoriker amerikanischer Herkunft. Er hatte von 2000 bis 2011 den Lehrstuhl für Geschichte des Taoismus und der chinesischen Religionen an der École pratique des hautes études inne.
Lagerweys Vorfahren wanderten als niederländische Calvinisten in die USA ein, sein Vater Walter Lagerwey (1918–2005) war Nederlandistik-Professor am Calvin College in Grand Rapids (Michigan). Auch John Lagerwey selbst studierte von 1964 bis 1966 an diesem College, dann wechselte er an die University of Michigan und 1967 zum Sinologie-Studium an die Universität Leiden. Ab 1968 setzte er das Studium an der Harvard University fort, wo er 1975 zum Ph.D. in Sinologie promoviert wurde. Es folgte ein Graduiertenstudium der Geschichte des Taoismus bei Max Kaltenmark und Kristofer Schipper in der religionswissenschaftlichen (V.) Sektion der École pratique des hautes études (EPHE) in Paris.
Von 1977 bis 2000 war Lagerwey Mitglied der École française d’Extrême-Orient (EFEO), wo er von 1977 bis 1985 als Sekretär des Daozang-Projekts wirkte. Ab 1980 unternahm er Feldforschung in Taiwan, ab 1985 auch in der Volksrepublik China. 1990 lehrte er in der Abteilung für Anthropologie der Chinesischen Universität in Hongkong (CUHK) und während der 1990er-Jahre mehrmals in der Religionswissenschaftlichen Abteilung derselben Universität. 1994 schloss er einen Vertrag zur Gründung einer Dépendance der EFEO am Sinologischen Institut der CUHK.
Lagerwey wurde 2000 zum directeur d’études (entspricht einem Professor) in der V. Sektion der École pratique des hautes études gewählt, wo er bis zu seinem Eintritt in den Ruhestand 2011 den Lehrstuhl für Geschichte des Daoismus und der chinesischen Religionen innehatte. Zudem gehörte er der 2006 gegründeten gemeinsamen Forschungseinheit Centre de recherche sur les civilisations asiatiques et orientales (CRCAO) der EPHE, des Collège de France, der Universität Paris VII (Diderot) und des Centre national de la recherche scientifique (CNRS) an.

## Werke (Auswahl)
- Le Continent des esprits. La Chine dans le miroir du taoïsme. Renaissance du Livre, Brüssel 1991.
  - Deutsch: Der Kontinent der Geister. China im Spiegel des Taoismus – Eine Reise nach Innen. Walter Verlag, Olten 1991.